# Радин, Виктор Сергеевич
Виктор Сергеевич Радин (28 февраля 1940 — 15 октября 2021, Москва) — советский волейболист, советский и российский волейбольный тренер.

## Карьера
Играл в амплуа нападающего в 1957—1963 годах в составе московского «Буревестника». В 1963—1966 годах — игрок ЦСКА. В 1966—1968 годах играл в составе команды Южной Группы Войск. Завершал игровую карьеру в московском «Локомотиве».
Чемпион СССР 1965. Мастер спорта СССР (1964).

## Тренерская карьера
В 1968-76 годах работал на кафедре теории и методики спортивных игр Малаховского филиала Смоленского государственного института физической культуры.
С 1976 года работал в тренерском штабе сборной СССР.
С 1983 года до ухода на пенсию в 2003 году (с перерывами в связи с расформированием клуба) тренировал московское «Динамо». В 1986 году получил почётное звание — заслуженный тренер СССР. В 1992-95 годах возглавлял сборную России.

### Достижения
- с «Динамо»:

победитель Кубка обладателей Кубков Европейских стран — 1985

финалист Кубка обладателей Кубков Европейских стран (2) — 1986, 1990

финалист Кубка ЕКВ (3) — 1991, 1993, 1994

 серебряный призёр чемпионатов СССР — 1984, 1985, 1988, 1989

 бронзовый призёр чемпионатов СССР — 1983, 1986

 бронзовый призёр чемпионата России — 2002

финалист Кубка СССР — 1983, 1984, 1985, 1986, 1987, 1988, 1989

 победитель турнира 1 лиги — 1998 (МГФСО «Олимп») 

 победитель турнира высшей лиги «А» — 2001 («Динамо-МГФСО-Олимп»)
- со сборной РСФСР:

 серебряный призёр Спартакиады народов СССР 1991 года
- со сборной России:

 серебряный призёр Мировой лиги — 1993 

 бронзовый призёр чемпионата Европы — 1993
Почетный сотрудник СК «Динамо» (2007).